# Serviciul de Informații Externe (Estonia)
Serviciul de Informații Externe (în estonă Välisluureamet, acronim VLA) este agenția civilă responsabilă de informațiile externe ale Estoniei. Serviciul de Informații Externe coordonează toate funcțiile de informații ale Estoniei, colectează informații despre interesele și activitățile externe și transmite informații către președinte, prim-ministru, Statul Major al Forțelor de Apărare ale Estoniei, ministrul de interne, ministrul de externe și ministrul apărării.
Serviciul de Informații Externe este direct subordonat Ministerului Apărării al Estoniei și cooperează cu alte agenții guvernamentale locale și agenții externe de informații internaționale.

## Istoric
Format în 1992 sub denumirea de Agenția de Informații a Cancelariei Republicii Estonia, serviciul a fost reorganizat în 2001 ca Oficiul de Informații al Estoniei (Teabeamet) și, în 2017, a fost redenumit din nou ca Serviciul de Informații.
La 4 aprilie 2015, Comisia de Supraveghere a Autorităților de Securitate a fost formată în cadrul Parlamentului Estoniei, conform articolului 36 din Legea Autorităților de Securitate. Comisia verifică legalitatea activităților și măsurilor de supraveghere ale Serviciului de Securitate Internă și Serviciului de Informații Externe.

## Misiune
Misiunea declarată a Serviciului de Informații Externe este de a asigura securitatea națională a Estoniei și de a menține ordinea constituțională prin măsuri preventive non-militare. Serviciul:
- colectează informații externe necesare pentru formularea politicilor externe, economice și de apărare.

- îndeplinește funcții de contrainformații pentru protejarea misiunilor diplomatice estoniene și a unităților de apărare staționate în străinătate.
- gestionează serviciile de securitate a informațiilor și comunicațiilor speciale.

## Activități
În septembrie 2014, scurgeri de date din baza de date de suport clienți a Gamma Group, producătorul unuia dintre cele mai puternice sisteme de supraveghere software din lume, au arătat că software-ul era folosit în Estonia, cel mai probabil de către Serviciul de Informații Externe și alte agenții de informații.
În aprilie 2015, Serviciul de Informații Externe a furnizat miniștrilor Estoniei iPhone-uri criptate special, ddupă dezvăluirile că discuțiile dintre fostul ministru de externe Urmas Paet și Înaltul Reprezentant pentru Afaceri Externe și Politică de Securitate al UE, Catherine Ashton, au fost interceptate și postate pe YouTube.
La 15 februarie 2022, un raport anual al Serviciului a criticat diplomația vaccinurilor din China, considerând-o „subversivă”, și a acuzat China că a reacționat amenințător față de estonieni și organizații estoniene critice la adresa politicilor sale. Ambasada Chinei la Tallinn a acuzat la rândul său Serviciul de „răspândirea de informații false”.
La 16 februarie 2022, directorul general Marran a declarat că prezența extinsă a soldaților ruși în Belarus, în jurul Ucrainei, „ar reduce timpul de pregătire pentru un atac asupra țărilor baltice”.

## Conducere
- Ants Frosch, 1992–1999
- Tarmo Türkson, 1999–2011
- Rainer Saks, 2011–2015
- Mikk Marran, 2016–2022
- Kaupo Rosin, 2022–prezent

## Controverse
În mai 2014, Serviciul de Securitate Internă al Estoniei a deschis o anchetă penală cu privire la acuzații de deturnare de fonduri și dezvăluire de secrete de stat de către cinci membri ai Serviciului de Informații Externe. Cei cinci au însușit fonduri destinate achiziției de informații între 2002 și 2014 și au transmis secrete de stat unor terți. Aceștia au fost găsiți vinovați de delapidare în valoare totală de peste 600.000 de euro.